# Tomosvaryella trjapitzini
Tomosvaryella trjapitzini är en tvåvingeart som beskrevs av Kuznetzov 1994. Tomosvaryella trjapitzini ingår i släktet Tomosvaryella och familjen ögonflugor.
Artens utbredningsområde är Armenien. Inga underarter finns listade i Catalogue of Life.